# Liomyrmex carinatus
Liomyrmex carinatus är en myrart som beskrevs av Hermann Stitz 1911. Liomyrmex carinatus ingår i släktet Liomyrmex och familjen myror. Inga underarter finns listade i Catalogue of Life.